# Перелазское сельское поселение
Перела́зское сельское поселение — муниципальное образование в западной части Красногорского района Брянской области. Административный центр — село Перелазы.
Образовано в результате проведения муниципальной реформы в 2005 году, путём слияния дореформенных Перелазского и Летяховского сельсоветов.

## Население
| 2010  | 2011  | 2012  | 2013  | 2014  | 2015  | 2016  | 2017  | 2018  |
| ----- | ----- | ----- | ----- | ----- | ----- | ----- | ----- | ----- |
| 1371  | ↘1358 | ↘1325 | ↗1326 | ↗1341 | ↘1278 | ↘1229 | ↘1205 | ↘1184 |
| 2019  | 2020  | 2021  |       |       |       |       |       |       |
| ↘1121 | ↘1109 | ↘928  |       |       |       |       |       |       |

## Населённые пункты
| № | Населённый пункт | Тип     | Население |
| - | ---------------- | ------- | --------- |
| 1 | Перелазы         | село    | ↘838      |
| 2 | Летяхи           | село    | ↘429      |
| 3 | Красный Городок  | посёлок | ↗30       |
| 4 | Сеятель          | посёлок | ↘29       |